# 99式ローマ字
99式ローマ字（きゅうきゅうしきローマじ）は、公益社団法人・国際日本語学会日本ローマ字会（旧：社団法人日本ローマ字会）が提案する新しいローマ字表記法。第1版が1999年4月24日に定められたことから、99式と名付けられた。

## 概要
ローマ字表記を日本語の正書法としてではなく代書法と考え、日本語の音声を転写するのではなく、現代仮名遣いで表記された日本語をラテン文字に翻字するのが特徴である。なお、従来のヘボン式ローマ字、日本式ローマ字、訓令式ローマ字は、いずれも音声転写であって翻字ではない。
99式ローマ字では、具体的には、以下の規則に従って翻字を行う。
- カナについては、表記されたカナ文字の通りにローマ字表記する（例：おとうさん→otousan、おかあさん→okaasan）。
- 漢字や長音記号は、ふりがなに従ってローマ字表記する（例：王様（おうさま）→ousama、大阪（おおさか）→Oosaka、コンピューター（こんぴゅうたあ）→konpyuutaa）。

発音を表すための特殊記号（文字の上に￣をつけて長音を表すなど）が不要なため、コンピュータでの利用に適しているとされる。